# إستواليل

تعتبر إستواليل (بالتيفناغ ⵉⵙⵜⵡⴰⵍⵉⵍ) و(بالفرنسية: Istwalil) قرية صغيرة تتموقع بمركز قيادة وجماعة ملعب التابعة لدائرة كلميمة في الجنوب الشرقي للمغرب بالإقليم الرشيدية، في الطريق الوطنية رقم 702 الرابطة بين ارفود وتينجداد، يحدها شمالا واد امغى " واد تودغی "، وجنوبا تاوطوطوت " امردول بوتزمين "، شرقا ملعب واخديل وغربا مروتشا، تموقعها الجغرافي  N31°32'38   و  "W4°51'40 ارتفاعها المتوسطي 941م.

## السكان
ينحدر معضم سكانها من كنات وتارت كنات بالإضافة الی بعض السكان الاصليين من ملاعب تضم في ثنايها كثافة سكانية متوسطة في مايقارب من 100 منزل، تعرف هذه القرية الصغيرة بطيبوبة سكانها وكرمهم. 

## التضاريس
تتميز تضاريس المنطقة بالتنوع بين الأودية والجبال حيث نجد الجبال فهي تشغل حيزا مهما خاصة من الجهة الجنوبية للمنطقة فهي جبال ذات صخور سوداء (غنية بمعدن الحديد) والمنتمية إلى الزمن الجيولوجي القديم (Précambrien)، كما أنها تعتبر مرتعا للحياة من لذن بعض الحيوانات خاصة منها بعض الزواحف كالضب، ويسود مناخ المنطقة مناخ شبه جاف الی جاف وكما أن التساقطات المطرية تقل عن 200 ملم، وترتفع درجات الحرارة وتفوق في بعض المرات 40 درجة مئوية. 

## المٶهلات البشرية والطبيعية
تزخر المنطقة خصوصا، وما حولها عموما بعدة مؤهلات بشرية وطبيعية محترمة ذلك انها تعتمد الساكنة في أنشطتها اليومية على الفلاحة والزراعة الموسمية وتربية الماشية كمصادر العيش الأولية دون ان ننسى تحويلات افراد الجالية المقيمين بالخارج والمسافرين داخل ارض الوطن في ظل غياب سياسة حقيقية لتنمية المنطقة. كما تتوفر على غطاء نباتي يتكون بالأساس من أشجار النخيل المنتجة للتمور بكل أنواعها الموجهة للأستهلاك المحلي وأخرى لأسواق محلية التي بالمنطقة اساسا ثم ما حولها، إضافة إلى أشجار ونباتات أخرى من قبيل أشجار الزيتون وبعض اشجار السدر المنتجة لثمرة النبق، واشجار التين.

## الرياضة
"" فريق إستواليل"" هو فريق كرة القدم لم يتوج بأي دوري لكنه احتفل بالكثير من الانتصارات امام الخصم، كما شارك عام 2013 بمسابقات دوري الرمضاني الذي نظمته Association Amis De N'BA EDER في ملعب، حيث وصل فريق إستواليل الی المباراة النهاٸية وجاء في الفرق الثلاث الاواٸل، كما حصل الوردي محمد الملقب ب ""عجوط"" علی جاٸزة أفضل لاعب في هذا الدوري في ظل وجود اللاعبين الكبار مثل سعيد الشاوي ويوسف المغاري وغيرهم.

## السياحة
تتميز المنطقة بسياحة جدّ مهمة وتلعب أيضا دورا مهما في الاقتصاد المحلي للمنطقة لانها تحتل مكانة إستراتيجية اذ انها رابطة وصل بين مرزوكة ومضايق تودغی وهذا ما يجعل السياح علی في هذه المنطقة وشراء بعض المنتجات المحلية.